# Fria arbetarunionen
Fria Arbetarunionen (tyska: Freie Arbeiterinnen- und Arbeiter-Union, förkortat FAU) är en anarkosyndikalistisk fackförening grundad 1977 som den tyska sektionen av Internationella arbetarassociationen. FAU publicerar tidskriften Direkte Aktion, vilken kommer ut varannan månad, samt en mängd olika pamfletter om aktuella ämnen.
Under sommaren 2014 uppmärksammades FAU i svensk rikstäckande media i och med en arbetsplatskonflikt på den av Victoriaförsamlingen styrda Svenska skolan i Berlin.